# اندازه کلی الکترون
اندازه کلی الکترون کمیت توصیفی مهمی برای یون‌کره زمین است. اندازه کلی الکترون، شمار کل الکترون‌های جمع‌شده بین دو نقطه در امتداد یک لوله با سطح مقطع یک متر مربع است. نمونه آن چگالی عددی ستونی الکترون‌ها است. این کمیت، بیشتر به شکل ضریبی از به اصلاح "واحد اندازه کلی الکترون" معرفی می‌شود که اندازه آن ۱۰۱۶الکترون\متر مربع است.

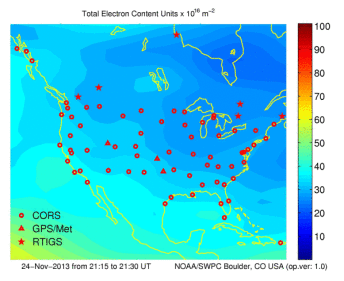
نمایه اندازه کلی الکترون برای بخش‌هایی از آمریکای شمالی در ۲۴ نوامبر ۲۰۱۳ (میلادی)

اندازه کلی الکترون برای تعیین درخشش بین ستاره‌ای و تاخیر گروهی و تاخیر فازی موج‌های رادیویی در یک رسانا، مهم است. اندازه کلی الکترون یون‌کره با پایش تاخیرهای فازی حامل سیگنال‌های رادیویی دریافت‌شده از ماهواره‌هایی که بالای لایه یون‌کره گسیل شده‌اند انجام می‌شود که بیشتر آنها ماهواره‌های سامانه موقعیت‌یاب جهانی هستند. اندازه کلی الکترون وابستگی بسیار زیادی به چرخه خورشیدی دارد.

## فرمول‌بندی
اندازه کلی الکترون وابسته به مسیر است. بر پایه تعریف، اندازه کلی الکترون می‌تواند با جمع‌شدن الکترون‌ها در طول مسیر ds یون‌کره با چکالی الکترونی وابسته به مکان جغرافیایی ne(s) محاسبه شود:
TEC = {\displaystyle \int n_{e}(s)\,ds}
اندازه کلی الکترون عمودی با اندازه‌گیری تجمع چگالی الکترونی عمود بر مسیر ثابت زمین بدست می‌آید. اندازه کلی الکترون کَج با اندازه‌گیری تجمع چگالی الکترونی عمود بر مسیر مستقیم بدست می‌آید.
در اندازه کلی الکترون عمودی، اثر رادیویی یون‌کره، متناسب با اندازه کلی الکترون است و رابطه وارونه‌ای با بسامد دارد. بنابراین تاخیر فازی یون‌کره به این صورت است:: eq. (9.41) 
{\displaystyle \tau _{p}^{\mathrm {iono} }=-\kappa {\frac {\mathrm {TEC} }{f^{2}}}}
درحالیکه تاخیر گروهی همان اندازه اما در جهت خلاف تاخیر فازی است:
{\displaystyle \tau _{g}^{\mathrm {iono} }=-\tau _{p}^{\mathrm {iono} }}
تناسب ثابت K به این شکل است:: eq.(9.21), (9.20), (9.19), (9.14) 
{\displaystyle \kappa =q^{2}/(8\pi ^{2}m_{e}\epsilon _{0})=c^{2}r_{e}/(2\pi )}
هنگامیکه q بار الکترون، me جرم الکترون، re شعاع الکترون، c سرعت نور در خلأ، و ϵ0 ثابت گذردهی خلأ است مقدار k نزدیک به m3.s-2 ۴۰/۳۰۸۱۹۳ بدست می‌آید. واحد اندازه کلی الکترون می‌تواند به صورت m·m2·Hz2 نیز بیان شود تا بتوان انقطاع‌هایی مانند تاخیر خمشی τ به متر، تاخیر عمدی f به هرتز، و تاخیر اندازه کلی الکترون به m−2 را در آن نشان داد.